# 任务 (电子游戏)

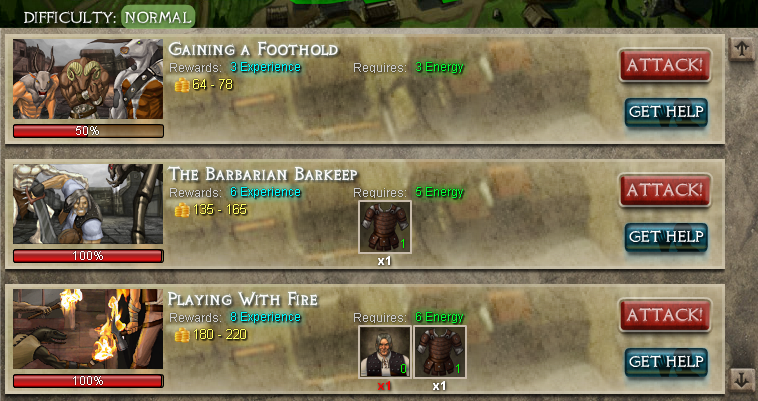
Facebook遊戲「龍之黎明」的任務頁面，每個任務都有不同的要求和獎勵。

任務（英語：quest）是角色扮演遊戲中的術語：玩家控制角色或隊伍執行遊戲給出的指示，並在完成時獲得獎勵，稱之為任務。獎勵可以是新技能、經驗值、遊戲道具、移動至新地圖的權力，或是上述的任意組合。
任務可以依據內容分為幾類：討伐任務、蒐集任務、遞送任務、保護任務、解謎任務，任務也可以是上述的任意組合，例如透過殺死某種怪物來蒐集某物品、再將之遞送到某處。多個任務可以連結在一起，玩家在解決前一個任務（稱為前置任務）後、才能進行後一個任務，透過這種方式，玩家得以推進遊戲的情節。而較後的任務通常也比前面的任務要更難。
任務可以依據對遊戲劇情的影響程度分為主線任務和支線任務，主線任務牽涉到遊戲的情節，而支線任務則不一定要進行、也沒有時間限制。另外、有一部份的任務允許玩家每隔一段時間就可以再次進行，例如每天都可以各執行的「每日任務」。

## 類型

### 討伐任務
在此任務中，必須殺死特定數量的特定嘍囉，或是其他類型的非玩家角色，有一些此類任務會要求角色帶回將之殺死後的證明（戰利品）　。

### 蒐集任務
在此任務中，必須蒐集特定數量的特定物品，該物品的種類可能不只一種。

### 遞送任務
在此任務中，必須將特定物品從一個位置運送到另一個位置。

### 護衛任務
在此任務中，必須在敵方單位的威脅下擔任護衛保護某個對象一段時間、或是護送其從一個位置至另一位置。

### 解謎任務
在此任務中，玩家必須解開一些謎題，例如回答一個與遊戲內容有關的問題。

## 脚注
1. ↑  .   [2014-07-20]. （原始内容存档于2005-08-12）., Game Developers Conference 2005, March 11, 2005
2. ↑  . The MUD Connector. 1999  [2014-07-20]. （原始内容存档于2007-11-20）. Our areas also include the ability to track a player's progress in a task, and allows for incredibly detailed quests.
3. ↑  Michael Lummis; Danielle Vanderlip. . . BradyGames. 2004. ISBN 978-0-7440-0405-2.